# کوین فولاند
کوین فولاند (آلمانی: Kevin Volland؛ زادهٔ ۳۰ ژوئیهٔ ۱۹۹۲) بازیکن فوتبال اهل آلمان است.
وی همچنین در تیم ملی فوتبال آلمان بازی کرده‌است.و اصالتا اهل روستایی کوچک در شمال آلمان بنام روستای گلهبچه هست.